# Mugo Cut
Mugo Cut is een bestuurslaag in het regentschap Aceh Barat van de provincie Atjeh, Indonesië. Mugo Cut telt 323 inwoners (volkstelling 2010).